# 龍山町戸倉
龍山町戸倉（たつやまちょうとくら）は静岡県浜松市天竜区の大字。

## 地理
浜松市天竜区の中部、龍山地区の南東部に位置する。東で春野町宮川及び春野町領家、西で龍山町大嶺、南で小川、北で龍山町下平山と接する。

### 河川
- 天竜川

## 歴史

### 沿革
- 1889年（明治22年）4月1日 - 町村制の施行により、豊田郡戸倉村が周辺の村と合併し、豊田郡龍川村となる[WEB 6]。旧村名は龍川村の大字として残る[WEB 7]。
- 1896年（明治29年）4月1日 - 郡制の施行により、龍川村の所属郡が磐田郡に変更となる。
- 1901年（明治34年）11月1日 – 龍川村と山香村の各一部を合併して龍山村が発足する。
- 2005年（平成17年）7月1日 – 龍山村外10市町村が浜松市に編入される。
- 2007年（平成19年）4月1日 - 浜松市が政令指定都市となる。龍山町戸倉は天竜区の一部となる。

## 施設
- 浜松市龍山総合運動場
- 龍山森林組合
- 雲折湖畔公園
- 曹洞宗 東福寺
- 十六社神社

## 交通

### バス
- 浜松市龍山ふれあいバス
  - 戸倉線
    - 遠鉄タクシーに委託
    - 運行日は浜松市ホームページを参照のこと、祝日及び年末年始は運休、事前予約制

### 道路
- 静岡県道285号大輪天竜線

## その他

### 学区
小学校・中学校の学区は以下の通りである。
- 浜松市立横山小学校
- 浜松市立光が丘中学校

### 警察
警察の管轄区域は以下の通りである。
| 番・番地等 | 警察署     | 交番・駐在所     |
| ---------- | ---------- | ---------------- |
| 全域       | 天竜警察署 | 龍山警察官駐在所 |

### 消防
消防の管轄区域は以下の通りである。
| 番・番地等 | 消防署     | 本署/出張所 |
| ---------- | ---------- | ----------- |
| 全域       | 天竜消防署 | 本署        |

### WEB
1. ↑  “h02_22.csv”.   総務省 (2022年2月10日). 2024年11月15日閲覧。
2. ↑  “静岡県浜松市天竜区 (22137)｜国勢調査町丁・字等別境界データセット”.   人文学オープンデータ共同利用センター. 2024年11月15日閲覧。
3. ↑  “静岡県 浜松市天竜区 龍山町戸倉の郵便番号 - 日本郵便”.   日本郵便. 2024年11月15日閲覧。
4. ↑  “市外局番の一覧”.   総務省 (2022年3月1日). 2024年11月15日閲覧。
5. ↑  “事業所案内及び管轄地域（事務所3件、分室3件）”.   一般社団法人静岡県自動車会議所. 2024年11月15日閲覧。
6. ↑  “historyofcities.pdf”.   静岡県総務部合併推進室・財団法人静岡県市町村振興協会. 2024年11月15日閲覧。
7. ↑  “解説ページ”.   株式会社エア. 2024年11月15日閲覧。
8. ↑  “学校名から探す／浜松市”.   浜松市 (2024年1月1日). 2024年11月15日閲覧。
9. ↑  “龍山駐在所｜静岡県警察”.   静岡県警察 (2023年11月8日). 2024年11月15日閲覧。
10. ↑  “消防署の町別管轄「た」／浜松市”.   浜松市 (2024年3月21日). 2024年11月15日閲覧。